# Halászsas

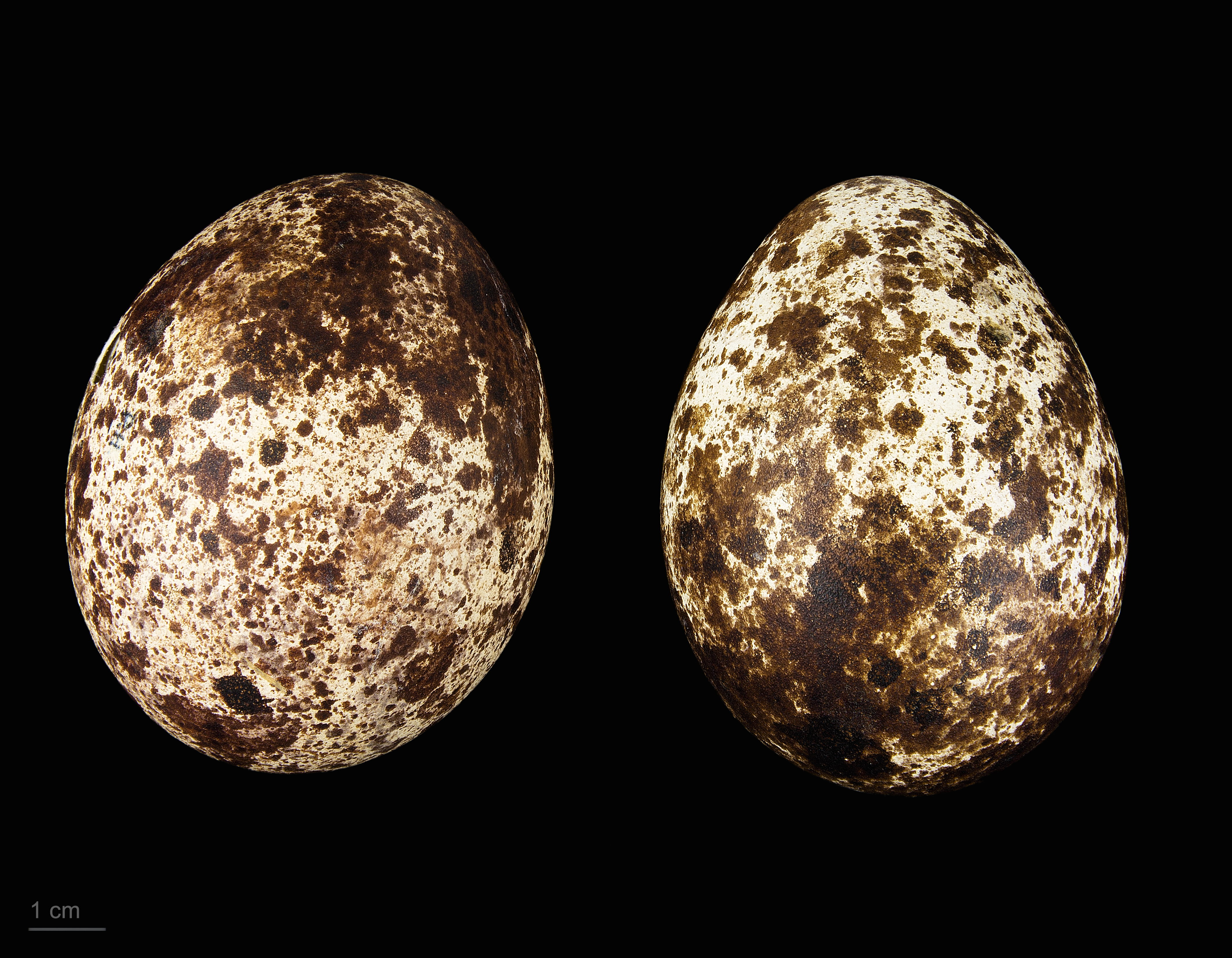
Pandion haliaetus

A halászsas (Pandion haliaetus) a madarak osztályba és a vágómadár-alakúak (Accipitriformes) rendjéhez tartozik. A halászsasfélék (Pandionidae) családjának és a Pandion nemnek egyetlen képviselője.

## Előfordulása
Az Antarktisz kivételével minden kontinensen előfordul. Szibéria nagy részén, Dél-Amerika masszívumain, valamint Afrikában a Szaharától délre nem költ. Ausztráliában, Új-Kaledóniában, valamint Celebesz és Jáva szigetén rezidens, nem vonuló populációi élnek.
Az európai madarak Afrikában telelnek, kisebb állandó populációik élnek a Mediterráneumban és a Vörös-tenger vidékén. Az észak-amerikai madarak Közép- és Dél-Amerikában töltik a telet. Rezidens állományok élnek Floridában és a Karib-tenger térségében. A halászsas telelőterülete egybeesik más halevő ragadozók areáival, kivéve Ausztráliát; ez magyarázhatja, hogy miért oly rendszertelen a faj fészkelése a déli féltekén.
Európa sok országában fészkelő faj, de hazánkban nem költ. Halakban gazdag nagy folyók és tavak közelében fordul elő. Egyes területeken a halászsas tengerparti madár, míg máshol a belső tavaknál és folyóknál is megtelepszik.

## Alfajai
4 elismert alfaja van, de a különbségek köztük igen csekélyek. Néhány szerző csak az első két alfaj létezését ismeri el.
- Pandion haliaetus haliaetus (Linnaeus, 1758) - Eurázsia, ez a törzsalak,
- Pandion haliaetus carolinensis (Gmelin, 1788) - Észak-Amerika. Ez az alfaj nagyobb, sötétebb testű és fehérebb mellű, mint a törzsalak.
- Pandion haliaetus ridgwayi (Maynard, 1887) - Karib-térség. Feje igen világos színű, arcmaszkja kicsi. Nem vonuló.
- Pandion haliaetus cristatus (Vieillot, 1816) - Ausztrália és Tasmania tengerpartjai és nagyobb folyói mentén él. Ez a legkisebb alfaj, nem vonuló.

## Megjelenése
Testhossza 55–58 cm, szárnyfesztávolsága 145–170 cm, farkhossza 18 cm. Testtömege 1,2–2 kg. A tojó, kicsit nagyobb mint a hím. Szárnya a farkon valamivel túlterjed, a csüd roppant erős és vastag. A fej és a tarkó tollai sárgásfehér alapon feketésbarna hosszanti sávokat rajzolnak, háta barnásfekete finom fehér tollszegéllyel, fejének teteje, tarkója és hasa fehér.
A halászsas lába hosszú, lábfeje nagy, rajta erős lábujjakkal. Szarutüskékkel borított ujjai hosszú, hajlott karmokban végződnek. Kifejezett ragadozó életmódra utaló lába kitűnően tompítja a vízzel való ütközés erejét, ugyanakkor kiválóan alkalmas a sikamlós testű halak megragadására a vízfelszín alatt. Ezenfelül a madár külső ujja a baglyokéhoz hasonlóan hátrafelé is fordítható, így markolásának szélessége még tovább növelhető. Szorítása annyira erős, hogy egy termetesebb hal akár a gazdáját is magával ragadhatja a víz alá. Feje keskeny, hiányzik róla a sasokra jellemző kiugró szemöldökperem, ezáltal kisebb a reá nehezedő vízellenállás, orrnyílásait pedig zárólemezek védik, amelyek merüléskor becsukódnak, megakadályozva a víz bejutását. Amint a madár megette a halat, emésztőrendszere - mint a legtöbb halevő ragadozóé - alapos és gyors emésztésbe kezd. A halászsas szárnya is sajátos alakú: hosszú, keskeny, kissé szögletes és sirályszerű, a víz fölött való hosszas kutatáskor biztosítván a hatékony repülést.

## Életmódja
A halászsas csapkodó és vitorlázó repüléssel kémleli végig az adott vizet meglehetősen nagy (10-15 méteres) magasságból , szitál is egy rövid ideig, ha szükséges, hogy bemérje kiszemelt zsákmányát, aztán szárnyait kissé bevonva, alázuhanva csap le a magasból a vízre. Szokatlan színezete, felül sötét, alul világos teste jó rejtőszín, mely elősegít; víz tükre alól a halak ne vegyék észre.
Zuhanáskor, mielőtt a vizet elérné, előrenyújtja karmait, hogy megragadhassa zsákmányát. Néha sikerül mindjárt a felszínről elkapnia, az esetek többségében azonban maga is teljesen belemerül a vízbe, hogy a halat biztosan megragadhassa. Sikeres fogás után nyitott szárnnyal a felszínre emelkedik, erőteljesen csapkodva kirepül a vízből és meg-megrázkódik, hogy a felesleges víztől megszabaduljon. A halat karmai közt markolva, a haladása irányába fordítja, hogy a légellenállás minél kisebb legyen, majd zsákmányával felül valamely alkalmatos táplálkozóhelyre, vagy épp a fészekre.
Költöző madár.
|  |  |  |  |

## Szaporodása
A költési idő kezdetén a hím látványos nászrepülést mutat be, amelynek során halat vagy éppen fészekanyagot visz karmaiban. A madár 300 méter magasan vagy még feljebb, csapkod szárnyával, s közben kiabál. Farkát legyezőszerűen szétterítve, pillanatra szitálni kezd, lábát lelógatja, hogy a halat bemutassa, majd bevont szárnnyal zuhan alá. Ezt a mutatványt alkalomadtán több percen át is ismétli, amely arra szolgál, hogy odacsábítson egy tojót, vagy megtartsa már meglévő párját. Az előadás a fészekről indul, s rendszerint ott is végződik. További udvarlásra és a párzásra a fészken kerül sor.
Nyílt vízparton álló fákon gallyakból készít fészket. Olyan szigeteken, ahol nincsenek emlős ragadozók, a talajon is rakhat fészket. A párok legtöbbször messze fészkelnek egymástól, s mindegyik pár kiterjedt territóriumot védelmez. Egyes helyeken azonban laza telepeket alkot, ahol több pár is költhet együtt.
Fészke hatalmas, de gondosan összerakott gallyhalmaz, melyet évek során át használhat. Fészekalja 2-4 tojásból áll. Költési idő 35-43 nap. A fiókák fészeklakók, még 55-60 napig gondoskodnak róluk a szülők. A tojások nem egy időben, hanem a lerakás sorrendjében, 1-7 napos időközönként kelnek. Kezdetben a hím hordja a fiókáknak a táplálékot, mint ahogy a kotló tojónak is, amíg az el nem hagyhatja el a fészket. A fiatalok 3-4 éves korban kezdenek költeni. Extrém esetekben a 15-20 évig is elélhet, de a kirepült fiataloknak csak mintegy 30%-a éri meg az ivarérettséget.
|  |  |

## Természetvédelmi helyzete
Elterjedési területe egyes részein, a halászsas állománya az 1960-as években nagymértékben visszaesett a DDT-vel való szennyezettségtől. A DDT betiltását követően az állomány lassan helyreállt. Azóta a folyamatos és gondos védelem hatására emelkedett a száma, s több helyre is visszatért mint fészkelő faj.